# S/2021 J 3
S/2021 J 3 — невеликий зовнішній природний супутник Юпітера, відкритий Скоттом Шеппардом 21 серпня 2021 року за допомогою 6,5-метрового телескопа Магеллана-Бааде в обсерваторії Лас-Кампанас, Чилі. Про це було оголошено Центром малих планет 19 січня 2023 року після того, як спостереження були зібрані протягом досить тривалого періоду часу, щоб підтвердити орбіту супутника.
S/2021 J 3 є частиною групи Ананке, скупчення ретроградних, нерегулярних супутників Юпітера, які рухаються по орбітах, подібних до Ананке, на великих півосях між 19–22 мільйонами км, ексцентриситетом орбіти між 0,1– 0,4, а нахили 139–155°. Має діаметр близько 2 км і абсолютну величину 17,2, що робить його одним із найменших відомих супутників Юпітера.